# Motomu Toriyama
Motomu Toriyama (鳥山 求, Toriyama Motomu) é um diretor e roteirista de jogos eletrônicos japonês que trabalha na desenvolvedora Square Enix desde 1994. Ele inicialmente trabalhou nas cutscenes de Bahamut Lagoon e Final Fantasy VII, começando sua carreira de diretor com Final Fantasy X-2. Ele continuou como diretor e roteirista em Final Fantasy XIII e suas duas continuações: Final Fantasy XIII-2 e Lightning Returns: Final Fantasy XIII.

## Trabalhos
| Ano  | Título                                                  | Crédito(s)                               |
| ---- | ------------------------------------------------------- | ---------------------------------------- |
| 1996 | Bahamut Lagoon                                          | Planejador de eventos de história        |
| 1997 | Final Fantasy VII                                       | Planejador de eventos                    |
| 1999 | Racing Lagoon                                           | Roteirista, planejador de eventos e mapa |
| 2001 | Final Fantasy X                                         | Diretor de eventos, roteirista           |
| 2003 | Final Fantasy X-2                                       | Diretor                                  |
| 2007 | Final Fantasy XII: Revenant Wings                       | Diretor                                  |
| 2007 | The World Ends with You                                 | Agradecimentos especiais                 |
| 2007 | Crisis Core: Final Fantasy VII                          | Agradecimentos especiais                 |
| 2008 | Final Fantasy Crystal Chronicles: My Life as a King     | Roteirista                               |
| 2008 | Dissidia Final Fantasy                                  | Supervisor de cenário                    |
| 2009 | Kingdom Hearts 358/2 Days                               | Agradecimentos especiais                 |
| 2009 | Final Fantasy Crystal Chronicles: My Life as a Darklord | Roteirista                               |
| 2009 | Blood of Bahamut                                        | Diretor, roteirista                      |
| 2009 | Fullmetal Alchemist: Prince of the Dawn                 | Roteirista                               |
| 2009 | Final Fantasy XIII                                      | Diretor, roteirista                      |
| 2010 | Front Mission Evolved                                   | Roteirista                               |
| 2010 | The 3rd Birthday                                        | Diretor de cenário                       |
| 2011 | Dissidia 012 Final Fantasy                              | Agradecimentos especiais                 |
| 2011 | Imaginary Range                                         | Supervisor                               |
| 2011 | Final Fantasy Type-0                                    | Agradecimentos especiais                 |
| 2011 | Fortune Street                                          | Textos                                   |
| 2011 | Final Fantasy XIII-2                                    | Diretor                                  |
| 2013 | Lightning Returns: Final Fantasy XIII                   | Diretor                                  |
| 2013 | Final Fantasy X/X-2 HD Remaster                         | Supervisor                               |
| 2014 | Yantama RE:Union                                        | Roteirista                               |